# Mauro Calderón
Mauro Calderón (Ciudad de México, México, 26 de junio de 1962) es un tenor mexicano. Destaca por su versatilidad vocal y como exponente del género pop operístico en México.

## Biografía
Mexicano de origen, con una trayectoria de 30 años principalmente en el extranjero, se inició en la ópera de México. Perteneció a los solistas de Bellas Artes en 1986 a 1988. Participó en operas como «Salomé» de Richard Strauss y «Sansón y Dalila» de Camille Saint-Saëns, entre otras.
Se formó como cantante bajo la instrucción de reconocidos maestros como Carolina Quintero, Charles Laila, Teresa Rodríguez y Josefina Cabrera. A finales de los ochenta ganó diversos concursos de canto y canto lírico; durante estos años ingresó a los elencos de Bellas Artes.[cita requerida]
Los hermanos de su abuela materna eran cantantes no profesionales y su mamá tocaba el piano de manera lírica y su padre que había trabajado en la ANDA (Asociación Nacional de Actores en México) de joven, fue amigo de muchos artistas de ese tiempo como Jorge Negrete y Pedro Infante, por lo que regularmente había tertulias en su casa donde Mauro aprendió a disfrutar muchos géneros musicales de distintas épocas y estilos. Esto sería lo que marcó con el tiempo su búsqueda por interpretar distintos géneros musicales.[cita requerida]
En la discoteca familiar Mauro disfrutaba de sacar los discos familiares y descubrir música y cantantes de todas las épocas y en una de esas búsquedas descubrió el disco de un cantante que cuando lo escuchó lo marcaría para toda su vida. «Canciones napolitanas» interpretadas por Mario Lanza, Eso le hizo encontrar el estilo que tomaría con el tiempo, la fusión del clásico con el pop. En las películas de Lanza descubrió ese bello estilo de cantar clásico pero también pop desde su juventud.
En 1996 se lanzó el disco donde tuvo su primera participación discográfica titulado “Mosaico Mexicano”. Se ha presentado en varios escenarios de México como El Palacio de Bellas Artes, el Auditorio Nacional, El Teatro de la Ciudad, el Teatro Metropólitan, el Teatro Degollado de Guadalajara, el Teatro Calderón de Zacatecas, entre otros, también en escenarios naturales como Las Grutas de García en Nuevo León y Los Siete Cenotes en Yucatán, e internacionalmente en La Basílica de San Pablo Extramuros en Roma y el Teatro Yakult Hall de Tokyo, Japón, entre muchos otros.[cita requerida]
Forma parte de la nueva corriente musical llamada pop-clásico Crossover, donde se redescubren las grandes canciones de antaño con arreglos modernos y canciones actuales de corte clásico dentro del pop, así como ópera y música internacional, es uno de los primeros artistas mexicanos que ha incursionando en este género musical (desde 1998) y  busca promover la gran música mexicana, así como las obras maestras del mundo.
En 2015 y 2016 llevó a cabo una gira en 18 ciudades de México con conciertos de opera, tradicional y de crossover.
Es presidente de la Asociación Creando Cultura A.C. que promueve la gran música de México nacional e internacionalmente.
Ha cantado a dueto con artistas mexicanos como Lucero, Guadalupe Pineda, Tania Libertad, Manuel Mijares, Susana Zabaleta, María del Sol, Angeles Ochoa, Pedro Fernández  y Yuri; bajo la dirección de Luis Cobos se presentó en el Teatro Metropolitan al lado de Eugenia León y en la ciudad de Monterrey se presentó para el tenor Luciano Pavarotti en 2001; Y en diversos eventos de la Presidencia de México en 1998 a 2010.[cita requerida]
Su espectáculo “Pópera" combina la música tradicional mexicana y crossover de la ópera.
Mauro es hijo adoptivo de Jalisco (San Diego 2005, por el Gobernador Francisco Ramírez Acuña); Veracruz (Veracruz 2002 por el Gobernador Miguel Alemán Velasco); y de la Ciudad de Huamantla, Tlax. (Huamantla 2020, Por el Mtro. Manuel De la Vega Moreno, Director de Cultura);Laredo, Tx. 2025 Hijo predilecto de la región Laredo (Por el Instituto Cultural Mexicano en Laredo, Tx).[cita requerida]

## Discografía
- 1996 Mosaico Mexicano (Compilación canciones del Virreinato mexicano) (Por los Cónsules de Laredo Tx. y Nuevo Laredo, Tamps.
- 1997 Piano voz & Sentimiento (con César Camargo Mariano)
- 1999 Háblame de amor (producido por Chamín Correa)
- 2001 Momentos para recordar
- 2002 El pasado nos vuelve a pasar (a dueto con Susana Zabaleta)
- 2002 Guadalupe, una Virgen para todos Compilación con artistas como  Sarah Brightman y Andrea Bocelli,  entro otros
- 2003 Canciones de Mario Talavera Andrade  (con Józef Olechowski)
- 2005 Porque yo no soy poeta (Homenaje a Mario Ruiz Armengol y canciones de los 50)
- 2005 En Vivo Mauro Calderón y Enrique Escalante
- 2008 En la intimidad (música famosa de los años 1940 en México)
- 2008 En Vivo en Japón
- 2008  Éxitos de los 60’s, 70’s y más
- 2010  Pasión por la luna (Compilación con temas dedicados a nuestro gran satélite la Luna, con Sarah Brightman, Mario Frangoulis, entre otros.
- 2012 Grandes Éxitos de Broadway
- 2012 My American soul
- 2013 Que bonita es mi tierra *

- 2014 Peregrina *
- 2015 Imagine (Canciones de crossover)
- 2016 Merry Christmas
- 2016 Arias de Ópera
- 2017 Éxitos de Mauro Calderón
- 2017 Duetto (Al Lado de la soprano Ale Rojas)
- 2018 Concierto entre amigos (Con Aldo Delgadillo)
- 2019 Por amor (Entre otras grandes canciones de México de principios del siglo XX)
- 2020 Tributo al Príncipe, algunos de sus éxitos que más disfruto interpretar ( A José Jose)
- 2021Perjura
- 2021 Un solo corazón
- 2021 Boleros a su manera Vol 1
- 2021 Boleros a su manera Vol 2
- 2021 El amor es eterno (Música navideña y sacra)
- 2021 C'est magnifique (Temas clásico-pop)
- 2021Volare (Grandes temas italianos del pop y clásicas)
- 2021 Homenaje a Agustín Lara II (Con Orquesta en vivo)
- 2021 Yo soy mexicano (Canciones mexicanas con mariachi)*
- 2021 La dulce vida (Canciones campiranas en coautora con Celin Cortés)
- 2022 Arias de ópera II y Lied, Mauro early years
- 2022 Homenaje a Agustín Lara * (Agustín Lara)
- 2022 Grandes canciones Italianas, Napolitanas
- 2022 Homenaje a Los Tríos (Con Chamín Correa)
- 2022 Homenaje a Jorge Negrete * (Jorge Negrete)
- 2023 Valses mexicanos *
- 2023 Tributo a Manzanero (Armando Manzanero)
- 2023 DuetTi (A dueto con Nicole Jaritz)
- 2023 Nathalie
- 2023 Traje de charro (Canciones con mariachi)
- 2023 Concierto en la Planta de Luz Vol 1
- 2023 Concierto en la Planta de Luz   Vol 2
- 2023 No hace falta
- 2023 The Artistry of Mauro Calderón
- 2023 Himno Nacional Mexicano (completo, 10 Estrofas)
- 2023 Himno Nacional Mexicano (2 estrofas )
- 2023 Himno Masónico de America
- 2023 Romanzas de Zarzuela
- 2024 Remembranzas Homenaje a Gonzalo Curiel
- 2024 Stardust
- 2024 Concierto No.1 en Db de Gonzalo Curiel
- 2024 Bailando Salsa
- 2024 Tributo a Frank Sinatra
- 2025 Grabaciones inéditas del Mtro. Manuel Esperón
- 2025 Toque de Bandera y Canto a la bandera. Himnos a la bandera mexicana.
- 2025 ¡Feliz dia de las madres! Les desea Mauro Calderón
- 2025  ¡Bésame!

* Con el Mariachi México de Pepe Villa

## Premios y distinciones
- 1986 Primer lugar XEW La voz de México
- 1987 Primer lugar Concurso Orquesta de Cámara de Bellas Artes
- 1988 Finalista Concurso Carlo Morelli
- 2000 Prenominado como mejor nuevo artista en los Grammys Latinos
- 2002 Hijo adoptivo del Estado de Veracruz
- 2004 Premio Agustín Lara (Los Ángeles, California)
- 2005 Último Intérprete oficial de la obra de Manuel Esperón[1]nombrado este año en Long Beach, Cal.
- 2005 Hijo adoptivo de Jalisco, México
- 2007 Embajador de la Música Mexicana en el Mundo (Tokio, Japón)
- 2018 Reconocimiento del Congreso de Estados Unidos como Difusor de la Cultura Mexicana en el Mundo (EE. UU.)[2]
- 2020 Reconocimiento Consulado de México en Laredo, Tx. "Embajador de la Musica Mexicana en el Mundo"
- 2020 Hijo adoptivo de Huamantla, Tlaxcala
- 2021 Hijo adoptivo de Laredo, Tx
- 2021 Medalla de Ciencia y Cultura 2021 de la Ciudad de México
- 2022 Premio Nacional de Arte y Cultura 2022
- 2024 Premio America Global Awards/ en Houston, Tx. US
- 2025 Miembro Honorario del Instituto Cultural Mexicano en Laredo, Tx.

## Giras musicales y Espectáculo
Se ha presentado en casi todos los teatros de México, en ciudades de EE. UU. como Miami, Long Beach (Museum of Latin American Art, MOLAA), Houston, Hawái y de otros países como Tokio (Japón) y varias de sus ciudades (Osaka, Hamamatsu, Miyazaki, Chiba, Kobe, Kioto y Nagoya entre otras y Roma (Italia).
Su Espectáculo llamado "Pópera"  es una fusión entre el pop y el clásico que lleva en un viaje musical a la audiencia por distintos géneros musicales, que se presenta tanto en Festivales Culturales en diversos países así como Congresos y Convenciones de empresas.

## Himno Nacional
Grabó la versión completa del Himno Nacional Mexicano    de acuerdo a las especificaciones originales dadas por el tataranieto del poeta de la Patria, Francisco González Bocanegra, don Claudio Lenk.[cita requerida]

## Enlaces extern.
- https://www.facebook.com/mauro.calderon.522
- https://www.facebook.com/mauro.calderon.589
- Pópera su espectáculo: https://www.youtube.com/watch?v=HFpyIVkfd9w&list=RDMMHFpyIVkfd9w&index=1
- Música: https://www.youtube.com/channel/UCccjI0JgBJ2dQoowFY_PltA
- https://www.youtube.com/watch?v=YDol6bnXDHA
- https://paolarojas.com.mx/reconocen-en-eu-a-tenor-mexicano-mauro-calderon/
- https://www.youtube.com/channel/UCFXiMeOERmmtfoh7ZajbYZg?view_as=subscriber
- https://www.congress.gov/congressional-record/2018/09/26/extensions-of-remarks-section/article/E1307-5
- https://ameblo.jp/surf/entry-10055914700.html
- https://tvandshow.com/2020/11/01/el-tenor-mexicano-mauro-calderon-prepara-gran-concierto-sinfonico/
- https://www.lintelligente.it/2020/11/01/intervista-a-mauro-calderon-2/ Archivado el 19 de enero de 2022 en Wayback Machine.
- https://es.foursquare.com/v/ヤクルトホール-yakult-hall/4b57dad5f964a520f04328e3/photos

- Datos: Q65159388